# Вінаго пембанський
Віна́го пембанський (Treron pembaensis) — вид голубоподібних птахів родини голубових (Columbidae). Ендемік Танзанії.

## Опис
Довжина птаха становить 25 см. Забарвлення переважно тьмяно-зелене, голова, шия і нижня частина тіла сірі, на плечах пурпурові плями.

## Поширення і екологія
Пембанські вінаго є ендеміками острова Пемба в архіпелазі Занзібар. Вони живуть у вологих рівнинних тропічних лісах, в садах і на плантаціях. Ведуть деревний спосіб життя, живляться плодами. Сезон розмноження триває з жовтня по лютий. Гніздяться на деревах, гніздо являє собою невелику платформу з гілочок. В кладці 1-2 яйця.

## Збереження
МСОП класифікує цей вид як вразливий. За оцінками дослідників, популяція пембанських вінаго становить від 3500 до 15000 птахів. Їм загрожує знищення природного середовища.